# Shinjō
Shinjō (japanska: 新庄市 ?, Shinjō-shi) är en stad i den japanska prefekturen Yamagata på den norra delen av ön Honshu. Shinjō fick stadsrättigheter 1 april 1949.

## Kommunikationer
Shinjō är slutstation för järnvägslinjen Yamagata Shinkansen som ger direktförbindelse med tåg från Tokyo.

## Galleri

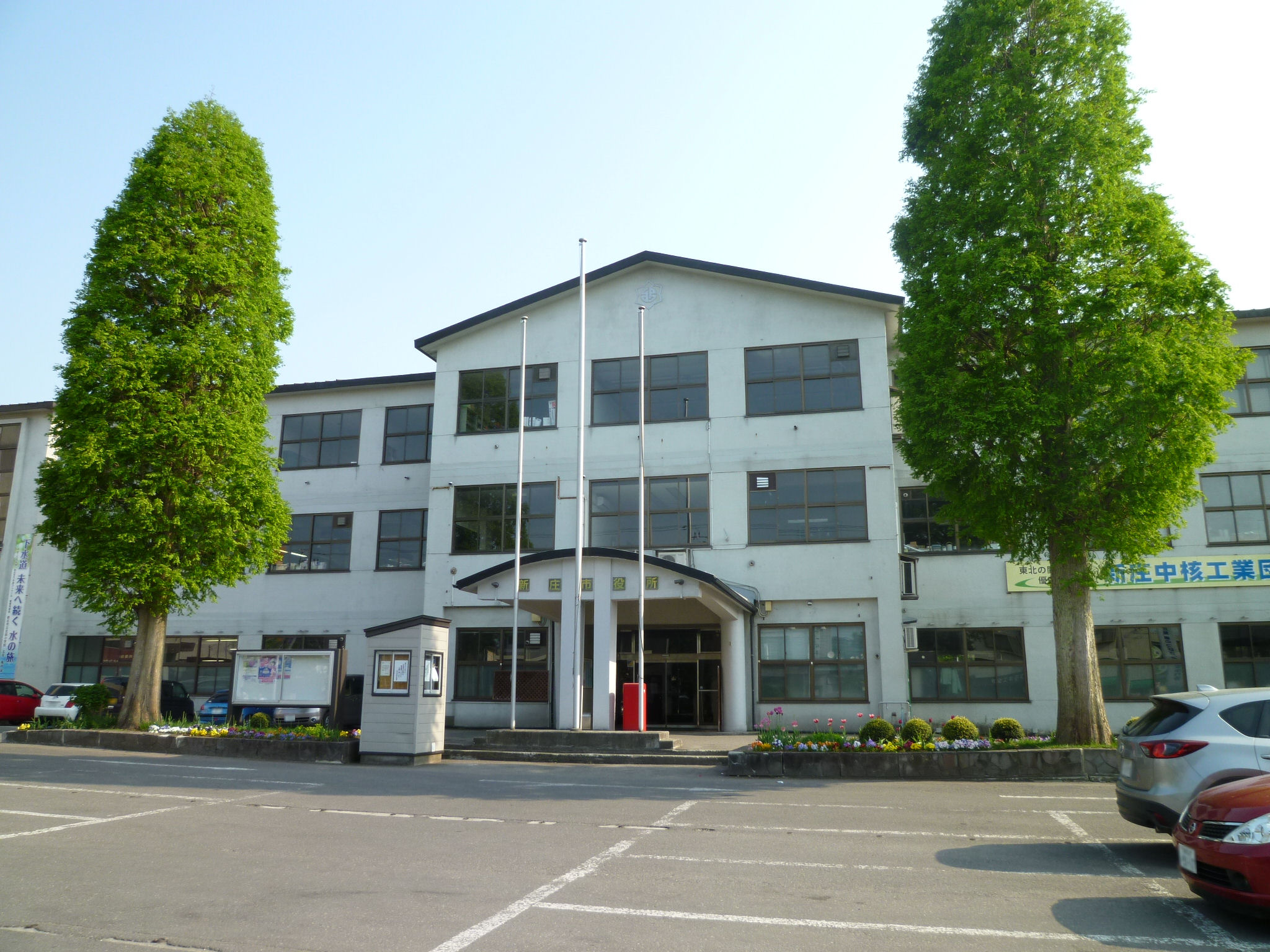
Stadshuset
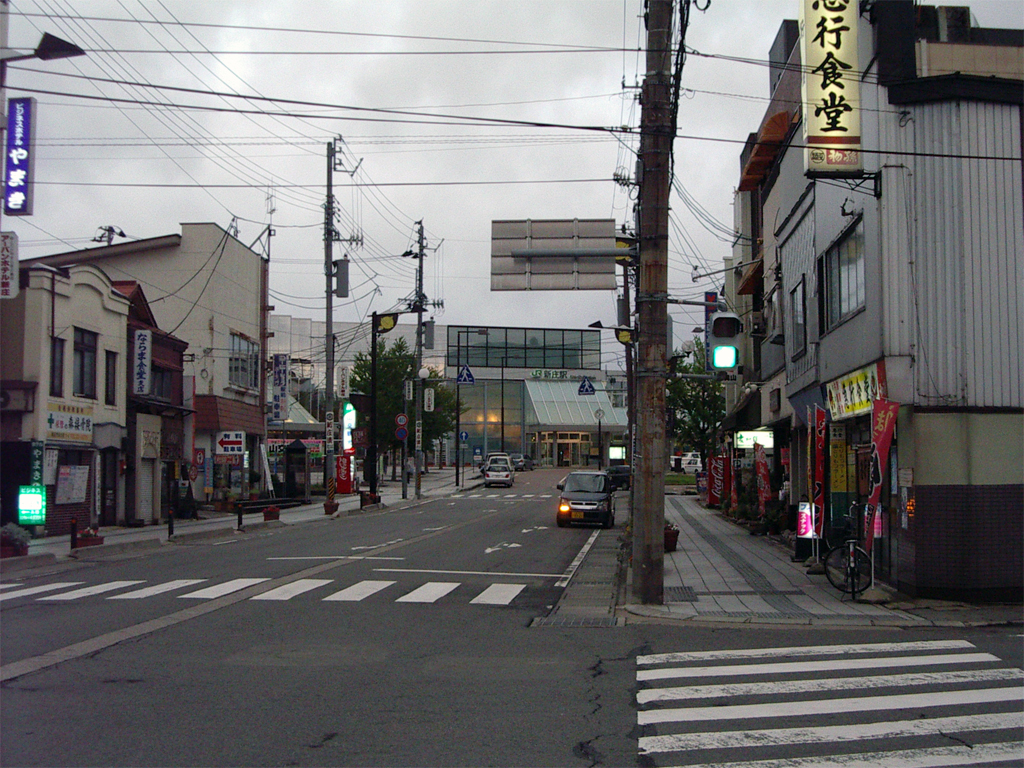
Centrala Shinjō